# Scorpaena grandisquamis
Scorpaena grandisquamis behoort tot het geslacht Scorpaena van de familie van schorpioenvissen. Deze soort komt voor in het westen van de Grote Oceaan en is endemisch aan Australië.